# 宋村镇 (长子县)
宋村镇，是中华人民共和国山西省长治市长子县下辖的一个乡镇级行政单位。该镇原为宋村乡，2021年3月撤乡设镇。

## 行政区划
截至2021年末，宋村镇下辖29个行政村：
宋村、薛家庄村、北李末村、东王家堡村、西王家堡村、小郭村、王郭村、西王内村、西郭村、前辛庄村、后辛庄村、高家洼村、段家庄村、陶唐村、东郭村、谷村、常村、鲍村、董村、北李庄村、东大关村、小关村、西大关村、南李庄村、岚河庄村、李收村、西何村、东何村和小庄村。